# Marrullería en la alcaldía
Marrullería en la alcaldía es una historieta de Mortadelo y Filemón creada en el año 2011 por el historietista español Francisco Ibáñez.

## Argumento
Mortadelo y Filemón reciben un nuevo encargo del Súper: resulta que en un pueblo llamado Valdeporretas gobierna un alcalde, al que el fiscal Carcamal (que ya apareció en el proceso de destitución) quiere encarcelar por corrupción, estafa, malversación, etc. La misión de Mortadelo y Filemón será conseguir pruebas que acrediten todos los delitos de los que se le acusa. Para ello viajan a Valdeporretas, y descubren que el alcalde es muy corrupto: por ejemplo, se gastó más de un millón de euros en un aparato para mejorar la producción de huevos de las gallinas, que resultó ser un fuelle para sacar los huevos a presión enchufándoselo a la gallina en la boca; el alcalde, Somormujo Matujo, milita en los dos principales partidos, el PEPO (Partido Emperrao en Poner Orden, parodia del PP) y el PSAO (Partido Suprimidor de Arciprestes y Obispos, parodia del PSOE). Mortadelo y Filemón tratan de conseguir pruebas, pero siempre fracasan. Finalmente Mortadelo dice haber conseguido dichas pruebas, pero resulta que son unos dibujos que hizo, con lo que no se puede probar la culpabilidad del alcalde. Por ello provoca el enfado de Mariano Rajoy, Zapatero, el Súper, Filemón y el fiscal Carcamal, que intentan atrapar a Mortadelo. Este logra escapar, huyendo al Polo Norte.